# Garcibarrigoa
Garcibarrigoa är ett släkte av korgblommiga växter. Garcibarrigoa ingår i familjen korgblommiga växter.
Kladogram enligt Catalogue of Life:
| Garcibarrigoa | \| \| Garcibarrigoa sinbundoya \| \| \| \| \| \| Garcibarrigoa telembina \| \| \| \| |
|               | \| \| Garcibarrigoa sinbundoya \| \| \| \| \| \| Garcibarrigoa telembina \| \| \| \| |
|               | Garcibarrigoa sinbundoya                                                             |
|               |                                                                                      |
|               | Garcibarrigoa telembina                                                              |
|               |                                                                                      |